# Langheimer Hof (Rossach)

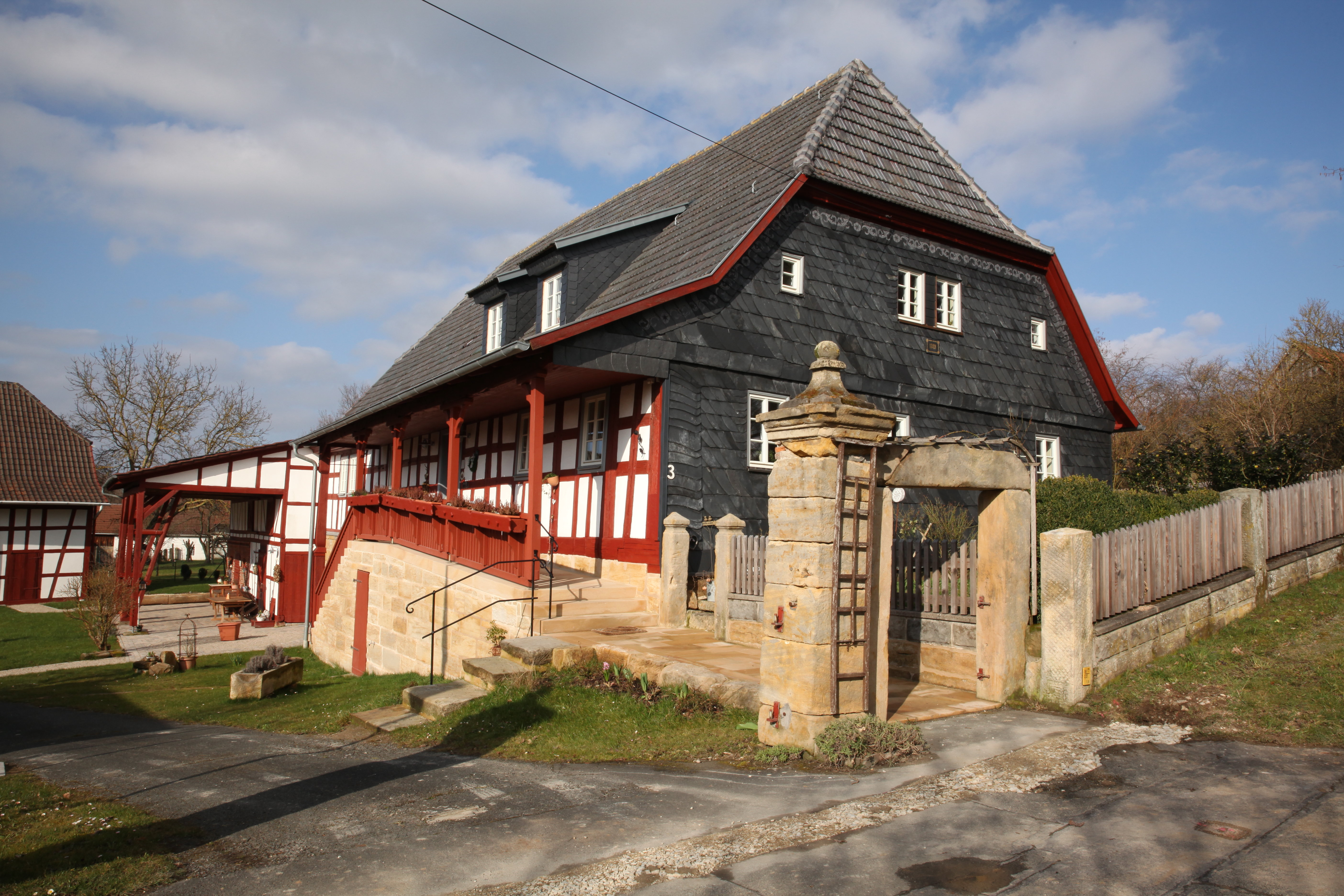
Langheimer Hof

Der Langheimer Hof in Rossach, einem Ortsteil von Großheirath im oberfränkischen Landkreis Coburg, ist ein geschütztes Baudenkmal.

## Baugeschichte
Um 1780 errichtete die Familie Schumann ein Bauernhaus und eine Laube. Eine Scheune folgte 1807. Aus dem Jahr 1820 stammt die Hofeinfahrt mit dazugehöriger Pforte.
Ab 2012 wurde das Anwesen instand gesetzt. Die Eigentümer erhielten 2016 die Denkmalschutzmedaille des Freistaates Bayern für die vorbildliche Renovierung des Baudenkmals.

## Baubeschreibung
Das Ensemble der Hofanlage liegt in der Mitte von Rossach. Es ist ein ehemaliger Dreiseithof, der mittlerweile nur noch auf zwei Seiten bebaut ist. Das Anwesen besteht aus einem Bauernhaus, einem eingeschossigen Fachwerkhaus mit Halbwalmdach und einer Laube. Einige Zimmer sind noch mit dem ursprünglichen fränkischen Parkett und frühklassizistischen Stuckdecken ausgestattet. Die Fassade ist teilweise mit Schieferplatten verkleidet und das Dach mit Rinnenziegeln gedeckt. Zum Hof gehören eine Fachwerkscheune mit Halbwalmdach und eine Hofeinfahrt mit einer Pforte aus Sandstein.